# Charbon de bambou

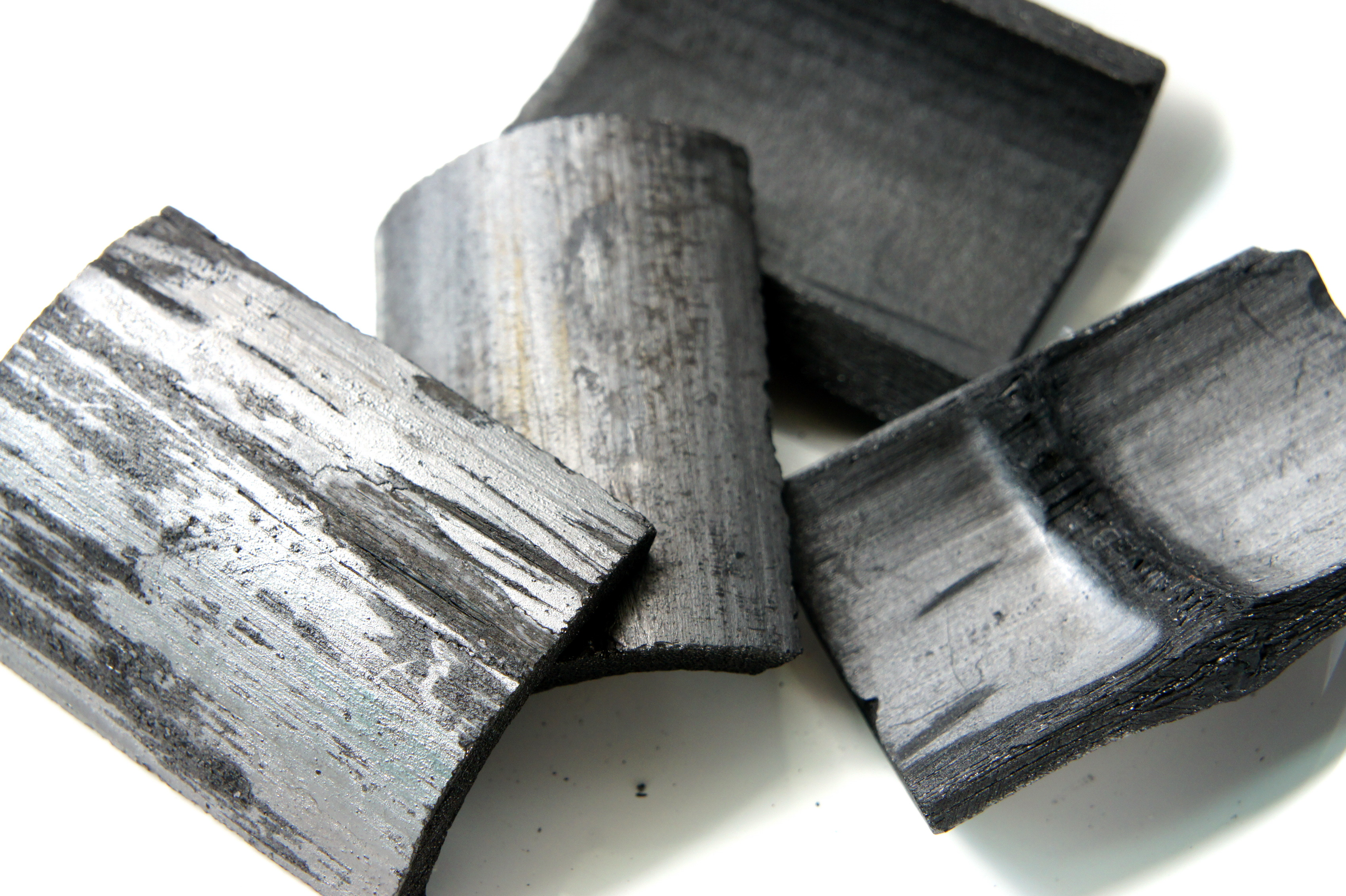
Charbon de bambou.

Le charbon de bambou est un charbon de bois produit par la combustion de chaumes de bambous récoltés au bout de cinq ans au moins et brûlés dans des fours à des températures comprises entre 800 et 1 200 °C. Il est bénéfique pour la protection de l'environnement car il permet de réduire les  résidus polluants. C'est un matériau fonctionnel présentant d'excellentes propriétés d'absorption.
Le charbon de bambou a une longue histoire en Chine, où il est attesté par des documents datant de 1486 au cours de la dynastie Ming à Chuzhou Fu Zhi.  Il est également mentionné au cours de la dynastie Qing, sous les règnes des empereurs Kangxi, Qianlong et Guangxu.

## Production
Le charbon de bambou est fabriqué à partir de bambou par un processus de pyrolyse. Selon les types de matière première, le charbon de bambou peut être classé comme charbon de bambou brut ou charbon de bambou en briquettes. Le charbon de bambou brut est constitué de parties de plantes en bambou telles que chaumes, branches et racines. Les briquettes de  charbon de bambou sont obtenues à partir de résidus, par exemple de la poussière ou de la sciure de bambou, comprimées en bâtonnets d'une certaine forme qui sont ensuite carbonisés. Il existe deux types d'équipement utilisés pour la carbonisation, soit un four à briquettes, soit un procédé mécanique.

## Utilisation
En Chine et au Japon, beaucoup de gens utilisent du charbon de bambou comme combustible pour la cuisson, ou pour le séchage du thé. La plus grande partie du charbon de bambou est du charbon de bambou brut.
Comme c'est le cas du charbon de bois, le charbon de bambou permet de purifier l'eau en éliminant les impuretés organiques et les odeurs.  Il est possible de traiter l'eau potable stérilisée au chlore avec du charbon de bambou pour éliminer les résidus de chlore. Thomas Edison, parce qu'il avait découvert la durabilité de son utilisation, a présenté un filament de bambou carbonisé dans l'un de ses dessins originaux pour sa lampe à incandescence.
Le vinaigre de bambou (acide pyroligneux) est extrait pendant la production du charbon de bambou, et est utile pour des centaines de traitements dans différents domaines. Il contient environ 400 composés chimiques et a de nombreuses applications, notamment dans les cosmétiques, les insecticides, les déodorants, le traitement des aliments et l'agriculture.
Selon certaines études, l'ajout de charbon de bambou ou de vinaigre de bambou à l'alimentation des poissons ou de la volaille peut augmenter leur taux de croissance,.

## Danger pour la santé
Selon l'Organisation mondiale de la santé, comme c'est le cas avec n'importe quel charbon de bois, une exposition prolongée à la poussière de charbon de bambou peut causer une légère toux. Certains ont prétendu que cela pouvait avoir des effets positifs, mais la recherche a prouvé le contraire.

## Culture populaire
Burger King utilise du charbon de bambou comme ingrédient dans son fromage pour un nouveau burger promotionnel au Japon, appelé Kuro Pearl et Kuro Ninja.